# جورج فليتشير
جورج فليتشير (بالإنجليزية: George Fletcher)‏ هو لاعب كرة قاعدة أمريكي، ولد في 21 أبريل 1845 في بروكلين في الولايات المتحدة، وتوفي في 21 يونيو 1872.

## وصلات خارجية
- جورج فليتشير على موقعبيزبول رفرنس.كوم (الدوري الرئيسي) (الإنجليزية)